# 闽槐
闽槐（学名：Sophora franchetiana）为蝶形花科苦参属的植物。分布于日本以及中国大陆的福建、广东、湖南、浙江等地，生长于海拔1,000米的地区，常生于山谷溪边灌木林中，目前尚未由人工引种栽培。